# Abdera triguttata
Abdera triguttata là một loài bọ cánh cứng trong họ Melandryidae. Loài này được Gyllenhal miêu tả khoa học năm 1810.